# Elica (geometria)

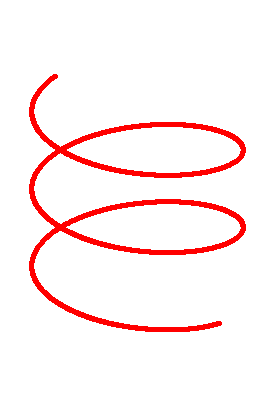
Un'elica cilindrica

In geometria un'elica (dal greco έλιξ, spira) è una curva nello spazio a tre dimensioni, rappresentata da una linea avvolta con un angolo costante attorno ad un cilindro.
Una molla, la filettatura di una vite, una pompa elicoidale e il percorso di una scala a chiocciola seguono la forma dell'elica.
In biologia questa forma si trova nel DNA e in alcune strutture delle proteine note come alfa eliche. In botanica l'elica viene utilizzata dai viticci di alcune piante rampicanti, anche se in questo caso si tratta spesso di un'elica conica (avvolta intorno a un cono e non a un cilindro).

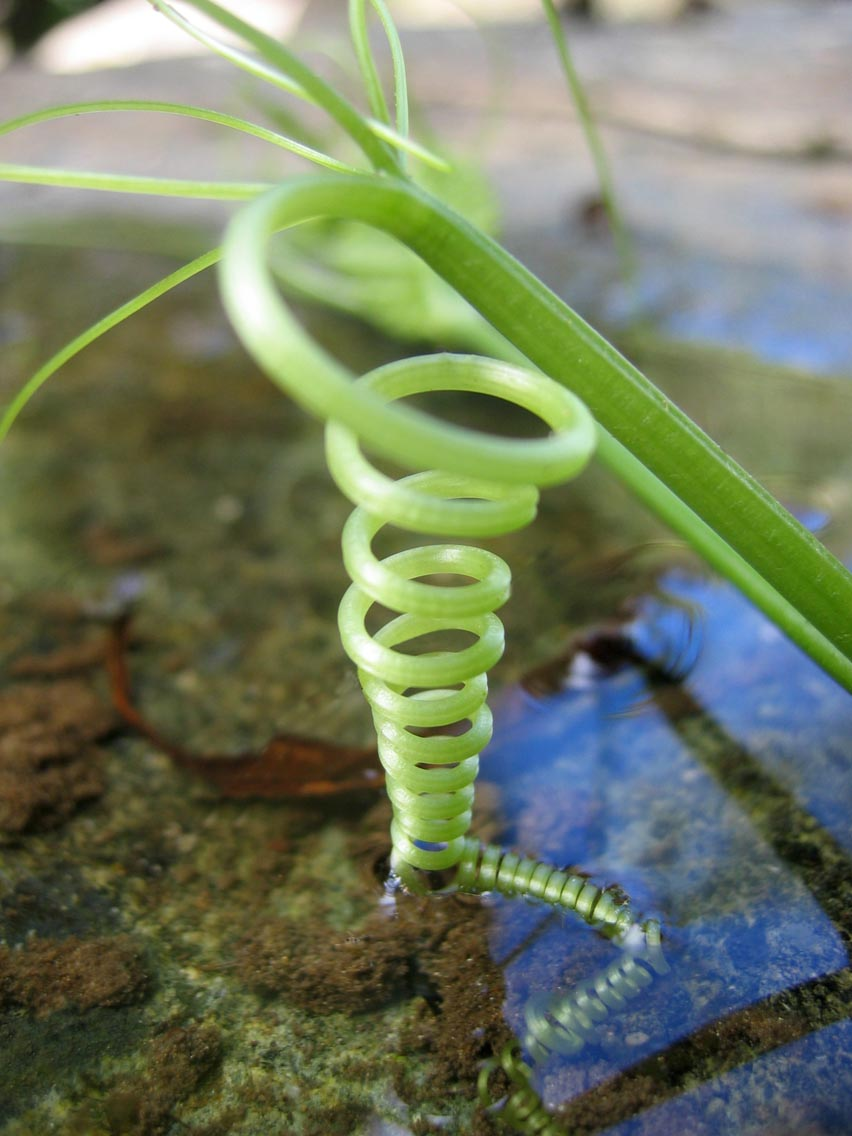
Viticcio a elica di una pianta rampicante, (in questo caso: elica conica levogira).

## Matematica
L'equazione parametrica di un'elica avvolta intorno ad un cilindro con raggio r e con asse verticale passante per l'origine è:
{\displaystyle x=r\cos(2\pi t),\ }
{\displaystyle y=r\sin(2\pi t),\ }
{\displaystyle z=c\,t.\ }
La costante {\displaystyle |c|\ } è detta passo dell'elica ed è la minima distanza tra due punti distinti dell'elica sulla stessa verticale (cioè aventi le stesse coordinate x e y).
Il cammino più breve tra due punti di un cilindro (non sulla stessa verticale) giace su un'elica.

## Cinematica

Un moto elicoidale uniforme

Si indica moto elicoidale un moto di un punto materiale che descrive con velocità angolare un'elica circolare.

## Chiralità

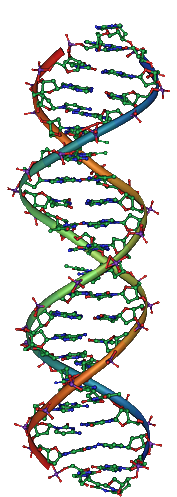
La struttura del DNA è un esempio di doppia elica, nel caso specifico rappresentato: destrogira

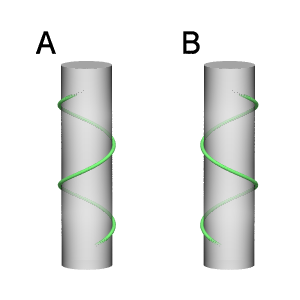
I due tipi di eliche

Un'elica è detta destrogira o levogira a seconda del segno di c; è un oggetto chirale, cioè che differisce sostanzialmente dalla propria immagine riflessa.
Salvo specifiche eccezioni le comuni viti in commercio sono destrogire, ovvero si avvitano tramite a rotazione in senso orario.
Le conformazioni A e B del DNA sono destrogire, mentre la struttura Z è levogira.

## Altre strutture
Una doppia elica è l'unione di un'elica e di una sua copia traslata lungo l'asse.
Si dicono eliche anche le curve avvolte attorno a cilindri non circolari e a coni; in questo caso si appongono gli aggettivi cilindrica/conica e circolare/ellittica.
Un'elicoide è la superficie minima avente per bordo un'elica.